# Ark (Packprogramm)
Ark, ehemals KZip, ist ein freies Packprogramm des K Desktop Environments (Teil des Paketes kdeutils) zum grafischen Verwalten von Archivdateien einer Vielzahl von Formaten. Es stellt ein grafisches Frontend zu verschiedenen Datenkompressions- und Packprogramme für die Kommandozeile (Backend) dar. Das Programm ist freie Software unter der GNU General Public License (GPL).
Das Programm erschien ursprünglich als KZip. Am 3. November 1998 erschien Ark 0.5 als erste Version unter dem neuen Namen. Damals noch integriert mit dem KDE file manager, KFM, was sich am 23. Oktober 2000 mit dem Erscheinen von Version 2 von KDE änderte, in welcher Konqueror als Dateimanager eingeführt wurde.

## Funktionen
Ark kann den Inhalt von Archiven anzeigen, Dateien daraus entpacken, löschen oder welche hinzufügen sowie auch neue Archive erstellen. Die Funktionen stehen über das Hauptfenster über dessen Schaltflächen und Menüs sowie per Drag and Drop zur Verfügung oder können auch aus anderen KDE-Programmen wie Konqueror oder Dolphin heraus genutzt werden, in die es als KPart eingebunden werden kann. So können zum Beispiel aus Konqueror über das Kontextmenü Dateien gepackt und entpackt werden.
Über die entsprechenden Kommandozeilenprogramme kann es mit Archivdateien der Formate 7z, tar, rar, zip, gzip, bzip, bzip2, LHA, zoo und ar umgehen. Die entsprechenden Packprogramme müssen separat installiert werden.